# إروين مولدر
إروين مولدر (بالهولندية: Erwin Mulder) هو لاعب كرة قدم هولندي في مركز حراسة المرمى ولد في يوم 3 مارس 1989 في قرية بانردين في خيلدرلند في هولندا، يلعب حالياً مع نادي هيرنفين وسبق له اللعب مع نادي إكسلسيور ونادي فينورد روتردام وفيتيس آرنهم ويبلغ طوله 193.

## روابط خارجية
- إروين مولدر على موقع الاتحاد الأوربي (الإنجليزية)
- إروين مولدر على موقع قاعدة بيانات كرة القدم.إي يو (الإنجليزية)
- إروين مولدر على موقع Soccerbase.com (لاعب) (الإنجليزية)
- إروين مولدر على موقع Soccerway.com (الإنجليزية)
- إروين مولدر على موقع عالم كرة القدم.نت (الإنجليزية)
- إروين مولدر على موقع AS.com (الإسبانية)